# Xã Hiram, Quận Cass, Minnesota
Xã Hiram (tiếng Anh: Hiram Township) là một xã thuộc quận Cass, tiểu bang Minnesota, Hoa Kỳ. Năm 2010, dân số của xã này là 316 người.